# Siganus luridus
Siganus luridus är en fiskart som först beskrevs av Eduard Rüppell 1829.  Siganus luridus ingår i släktet Siganus och familjen Siganidae. Inga underarter finns listade i Catalogue of Life.